# شامو کوئی
شامو کوئی (انگلیسی: Shamo Quaye; ۲۲ اکتبر ۱۹۷۱ – ۳۰ نوامبر ۱۹۹۷) بازیکن فوتبال اهل غنا بود.
از باشگاه‌هایی که در آن بازی کرده‌است می‌توان به باشگاه فوتبال القادسیه عربستان سعودی اشاره کرد.
وی همچنین در تیم ملی فوتبال غنا بازی کرده‌است.